# Kalhovdfjorden
Kalhovdfjorden er en sø der ligger i Tinn kommune i Vestfold og Telemark fylke i Norge. Søen er en del af Skiensvassdraget, og har sit udløb i elven Mår, som løber ned til Tinnsjå. Den har et areal på 20,39 km² og ligger 1.084 moh.
Mod nord ligger Geilo, og mod syd og sydøst søerne Møsvatn, Gøystavatnet og Tinnsjå og byen Rjukan.